# Bitwa koło wyspy Lemnos

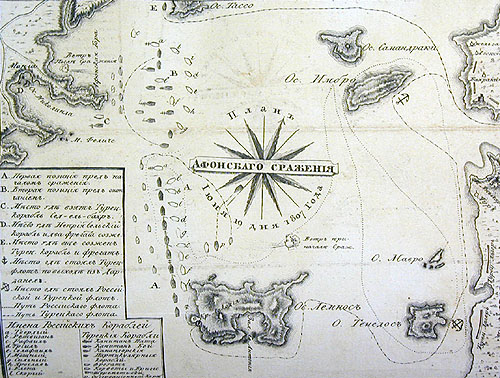
Plan bitwy

Bitwa koło wyspy Lemnos (zwana też bitwą pod górą Athos lub bitwą koło półwyspu Athos) – bitwa morska, która miała miejsce 19 czerwca?/1 lipca 1807 na Morzu Egejskim w czasie wojny rosyjsko-tureckiej (1806–1812), rozegranej na teatrze południowoeuropejskim.
Toczona od 1805 r. wojna w związku z naruszeniem przez Turcję umów z 1805 r. dotyczących przechodzenia okrętów i statków rosyjskich z Morza Czarnego na Morze Egejskie przez Bosfor i Dardanele. Rosjanie wprowadzili wojska do Dalmacji, na co Turcja 18 grudnia 1806 r. wypowiedziała wojnę Rosji. W lutym 1807 rosyjska eskadra znajdująca się koło wyspy Korfu, w sile 10 okrętów liniowych i 754 działa, pod dowództwem wiceadmirała Dmitrija Sieniawina rozpoczęła działania wojenne. Po bitwie w cieśninie Dardanele 10 czerwca 1807 turecka eskadra (9 okrętów liniowych, 5 fregat, 3 korwety, i 2 okręty pomocnicze oraz 1196 dział) pod dowództwem kapudan-paszy Sejit Ali wyszła z cieśniny i skierowała się przeciw eskadrze rosyjskiej. Admirał Sieniawin obawiając się, że Turcy, bojąc się decydującej bitwy schowają się z powrotem w cieśninach, pozostawił w bazie eskadry na wyspie Tenedos kilka okrętów dla ochrony garnizonu, a z resztą eskadry 14 czerwca poszedł na zachód. Turecka eskadra podeszła do wyspy i wysadziła 6 tysięczny desant. Wtedy eskadra rosyjska zajęła pozycje koło wyspy Imbros, przegradzając Turkom drogi wycofania do cieśniny Dardanele. Sejit Ali nie chcąc otwartej walki odszedł na południowy zachód. 19 czerwca eskadra rosyjska odnalazła przeciwnika koło wyspy Lemnos, zaatakowała go i zadała straty. Turcy stracili 3 okręty liniowe, 4 fregaty i 1 korwetę oraz ponad tysiąc zabitych i rannych, a 754 marynarzy dostało się do niewoli. Straty rosyjskie 261 marynarzy. W morskim boju eskadra rosyjska manewrowała grupami taktycznymi po dwa okręty. Główne uderzenia były nanoszone na okręty dowódców tureckich. drogą manewrów na morzu Sieniawin stwarzał przewagę na decydujących kierunkach. 25 czerwca eskadra rosyjska wróciła na macierzystą wyspę Tenedos i zmusiła do kapitulacji desant turecki.